# روم (شراب)

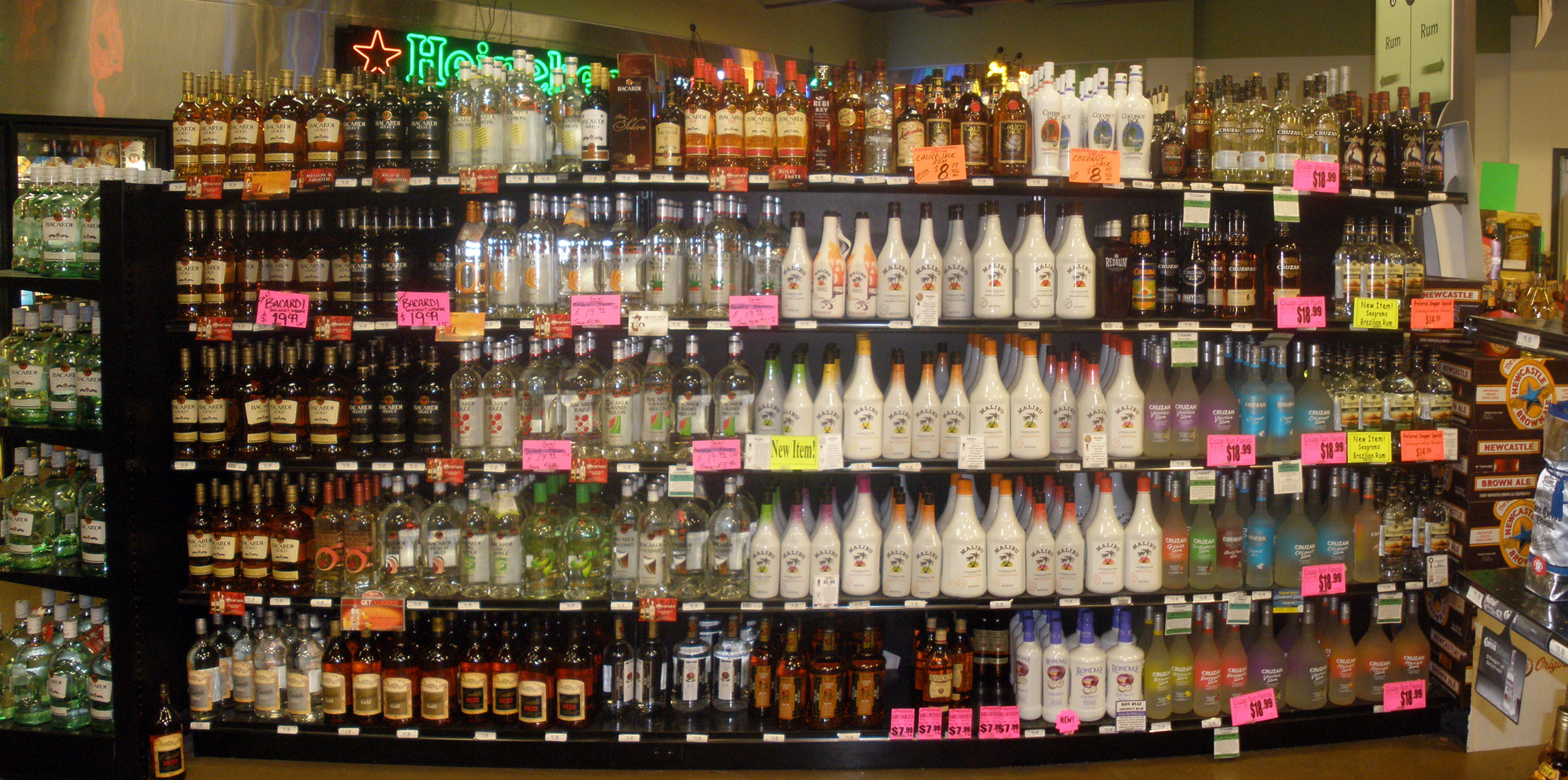
صورة لزجاجات الروم معروضة للبيع.

الروم أو الرَّمّ أو الرُّم هو مشروب كحولي مقطر مصنوع من مشتقات قصب السكر مثل العسل الأسود، أو مباشرة من عصير قصب السكر، من خلال عملية التخمير والتقطير. وتعدّ دول منطقة الكاريبي، ودول أمريكا اللاتينية أكثر الدول إنتاجاً للرام في العالم.